# 로버트 라사르도
로버트 러사도(Robert LaSardo, 1963년 9월 20일 ~ )는 미국의 배우이다. 브루클린에서 태어났다.

## 출연 작품
- 제너럴 호스피털

- 스카이 샤크 (2018년)
- 지푸라기라도 잡고 싶은 짐승들 (2018년)
- 블러드 서커스 (2017년)
- 블리치 (2016년)
- 칼리코 스카이 (2016년)
- 에벌라스팅 (2016년)
- 타투이스트 (2015년)
- 휴먼 센티피드 3  (2015년)
- 쥬라기 시티 (2014년)
- 트란즈로코 (2013년)
- 투모로우 유아 곤 (2012년) - 오네이 코레일 역
- 정키 (2012년)
- 더블 탭 (2011년)
- 팜므 파탈: 배드 메디슨 (2011년)
- 더 라스 오브 케인 (2010년) - 레드풋 역
- 오텁시 (2008년)
- 토처드 (2008년)
- 데스 레이스 (2008년) - 그림 역
- 오토매틱 써틴 (2007년)
- 네버 다운 (2007년) - 리코 역
- 하프 패스트 데드 2 (2007년) - 리베라 역
- 고스트 위스퍼러 시즌1 (2005년)
- 더러운경찰 (2005년)
- 라틴 드래곤 (2004년)
- 닙턱 (2003년)
- 헬 (2003년) - 우섭 역
- CSI - 마이애미 (2002년)
- 체이서 (2000년)
- 위시마스터 2 (1999년)
- 경찰서를 털어라 (1999년)
- 퍼펙트 파워 (1998년)
- 러브 킬스 (1998년)
- 나이트워치 (1998년)
- 언더 오스 (1997, Under Oath) - 안젤로 역
- 더블 탭 (1997년)
- 갱 릴레이션 (1997년)
- 리버스 에인트 치프 (1996년)
- 패시픽 블루 (1996년)
- 라스트 맨 (1996년)
- 타이거 하트 (1996년)
- 터프 바스타드 (1995년)
- 블러드 런 (1994년)
- 레옹 (1994년)
- 고공침투 (1994년)
- 레니게이드 (1992년)
- 복수무정 2 (1991년)
- 킹 뉴욕 (1990년)
- 복수무정 (1990년)
- 루프탑 (1989년)
- 암흑가의 25시 (1989년)
- 미스터 X (1988년)